# لغت فرس
لُغَتِ فُرْسْ یا فرهنگ اسدی نام واژه‌نامه‌ای مهم و قدیمی است که اسدی توسی شاعر سرشناس سدهٔ پنجم هجری آن را نگاشته است.

## تاریخچه
این فرهنگ پس از رسالهٔ ابوحفض سُغدی و تفاسیر فی لغة الفرس نوشتهٔ شرف‌الزمان قطران بن منصور ارموی شاعر معروف (۴۶۵ هجری قمری) نگاشته شده است که از این دو اثر اثری نیست در نتیجه کتاب لغت فرس نخستین فرهنگ لغت موجود است. اسدی توسی این فرهنگ را پس از نظم گرشاسپ‌نامه، یعنی پس از ۴۵۸ هـ. ق نگارش کرده است.

## ویرایش
این واژه‌نامه، در ایران، تا کنون با ویرایش‌های عباس اقبال، محمد دبیرسیاقی، علی‌اشرف صادقی و فتح‌الله مجتبایی منتشر شده است.

## دلیل نگارش
گفته می‌شود نگارش این واژه‌نامه به‌تشویق اردشیر بن دیلمسپار قطبی نجمی (شاعر) بوده است. اسدی در این کتاب برای شرح غالب واژه‌ها، شاهد یا شواهدی از شاعران می‌آورد. ترتیب واژه‌های این واژه‌نامه بر پایهٔ حرف آخر آن‌ها است.
اسدی همان‌گونه که خود در کتاب لغت فرس گفته است این کتاب را برای آن نوشت تا شاعران و نویسندگان پارسی‌زبان سرزمین‌های غربی ایران که با برخی از واژه‌های به کار رفته در خراسان و فرارود آشنایی نداشتند بتوانند مشکلات لغوی خود را به یاری این کتاب رفع کنند. این واژه‌نامه بیشتر برای استفادهٔ شاعران تنظیم شده از این‌رو ترتیب واژگان این فرهنگ بر اساس حرف آخر آنهاست و برای پیدا کردن قافیه برای شاعران به‌ویژه آن‌هایی که به فارسی تسلط کافی نداشتند منبع ارزشمندی بوده است.

## اهمیت
این واژه‌نامه، جدا از آن که به واژه‌ها پرداخته، برخی اشعار شعرای کهن را که امروزه جز نام آگاهی‌ای دیگر ازشان نداریم، یا پاره‌هایی از سروده‌هایی چون کلیله و دمنه، سندبادنامه‌ اثر رودکی و وامق و عذرا اثر عنصری را که از میان رفته‌اند، از گزندِ زمانه نگه داشته است.

## اشکالات
مطالب این کتاب طی سال‌های متوالی تغییرات بسیاری داشته و در هر زمان برای تکمیل به آن مطلبی را افزوده‌اند چنان‌که به‌ جرئت نمی‌توان گفت آنچه از اسدی‌ست کدام‌ست. با این‌ همه کتاب جالب و سودمندی است و اساس کار همهٔ فرهنگ‌نویسان پس از اسدی بوده است.